# 侯孝賢
侯 孝賢（ホウ・シャオシェン、1947年4月8日 - ）は台湾の映画監督。1980年代から90年代にかけて世界的に高く評価される作品を生み出したが、2023年に家族によって引退が発表された。現代台湾の都市を舞台としたノスタルジックな作風に特徴があるとされ、とくに『童年往事 時の流れ』(1985）、『悲情城市』(1989）などの作品で知られる。

## 来歴
広東省梅県で客家系の家族に生まれる。公務員（広東省の教育課課長）だった父が先に台湾に渡り、1歳の時に家族で台湾移住。花蓮、新竹から鳳山に移り、ここで少年時代をすごす。1959年に父親を、1965年に母親をなくしたため、高校の頃から弟たちの面倒を見る。こうした少年時代の体験は映画『童年往事 時の流れ』で描かれている。
1965年高校を卒業するが、大学の入学試験に失敗し、高雄で暮らしているうちに兵役に。1969年に兵役をおえ、国立芸術専科学院に入学して、1972年に卒業。電算機のセールスマンをした後に、1973年に李行監督作品のスクリプターに。のち、脚本家、助監督を経て1980年に『ステキな彼女』で監督としてデビュー。
監督として注目されたのは1982年の『川の流れに草は青々』で、台湾の批評家らに絶賛された。1983年の『風櫃（フンクイ）の少年』は第6回ナント三大陸映画祭グランプリを受賞し、海外に名を知られるきっかけとなった。1984年の『冬冬（トントン）の夏休み』でも第7回ナント三大陸映画祭グランプリを受賞し、1985年の『童年往事 時の流れ』では第36回ベルリン国際映画祭国際映画批評家連盟賞を受賞。『風櫃（フンクイ）の少年』『冬冬（トントン）の夏休み』『童年往事 時の流れ』に1987年の『恋恋風塵』を加えた4作を「自伝的4部作」という。主に1980年代を中心に脚本家の呉念真、朱天文らとともに多くの作品を発表し、楊徳昌（エドワード・ヤン）などと並んで1980年代台湾映画界の新潮流である台湾ニューシネマ（新電影）を担った代表的な監督の一人とされる。
1989年に、終戦直後の基隆・九份を舞台に二・二八事件を取り扱った『悲情城市』で第46回ヴェネツィア国際映画祭金獅子賞を受賞、内外から注目を受けた。『悲情城市』発表当時の台湾は、1987年の戒厳令解除からまだ間もない頃であり、二・二八事件そのものをタブー視する雰囲気も強かった。このため作品の発表自体が危ぶまれたものの、検閲を無事通過してノーカットで公開され、台湾社会で大きな反響を呼び、1989年の金馬奨最優秀監督賞・最優秀主演男優賞も受賞している。興行的にも従来外国映画に押されて低迷していた台湾映画の中では異例の大ヒットとなった。1993年の『戯夢人生』では第46回カンヌ国際映画祭審査員賞を、1995年の『好男好女』では金馬奨最優秀監督賞を受賞。この3作品は「台湾現代史3部作」と呼ばれる。
2001年には香港のスター女優で台湾出身のスー・チーを主演とした『ミレニアム・マンボ』を監督。それ以降、女性の主人公を描く方向に振り切ったのはスー・チーとの出会いが決定的だったとホウ自身も認めている。以後、2005年の『百年恋歌』、2007年のオムニバス映画『それぞれのシネマ』の一篇「電姫戯院」、2011年のオムニバス映画『10+10』の一篇「黃金之弦」（日本未公開）、そして最後の作品となった2015年の『黒衣の刺客』と、長編3本と短編2本でスー・チーとのコンビ作を監督している。8年ぶりの長編映画にして自身初の時代劇アクションとなった『黒衣の刺客』は第68回カンヌ国際映画祭にて上映され、監督賞を受賞した。
また小津安二郎への多年にわたる敬愛をもとに、2003年には小津の生誕100年を記念した作品である日本映画『珈琲時光』を一青窈と浅野忠信主演で監督した。ただし小津の映画を見たのは映画監督になってかなり後のことと語っている。またフランスのアルベール・ラモリス監督の『赤い風船』（1956年）へのオマージュとして、2007年に『ホウ・シャオシェンのレッド・バルーン』を監督した。
2023年10月、アルツハイマー病を患い、映画を撮影することができなくなったと家族が引退を発表した。アルツハイマー病と診断されてからも映画への情熱は衰えず、次回作の準備を続けていたが、新型コロナウイルスに感染した後遺症の影響などで制作が難しくなったという。

## 主な作品

### 監督映画

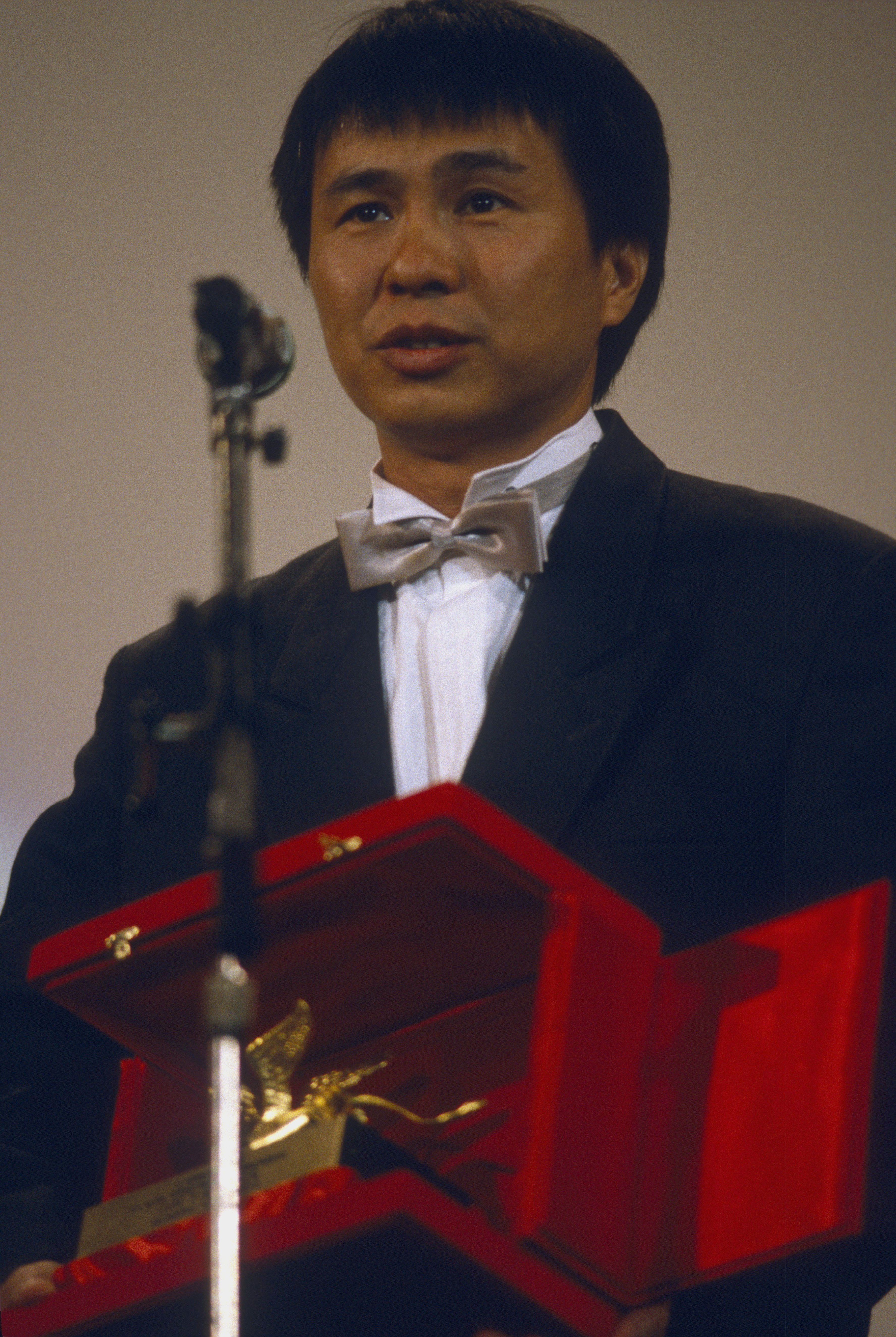
『悲情城市』でヴェネツィア国際映画祭金獅子賞を受賞した侯孝賢

- ステキな彼女 就是溜溜的她（1980年）
- 風が踊る 風兒踢踏踩（1981年）
- 川の流れに草は青々 在那河畔青草青（1982年）
- 坊やの人形 児子的大玩偶（1983年） - 曾壮祥（ゾン・ジュアンシャン）、萬仁（ワン・レン）との3人によるオムニバス
- 風櫃（フンクイ）の少年 風櫃來的人（1983年）
- 冬冬（トントン）の夏休み 冬冬的假期（1984年）
- 童年往事 時の流れ 童年往事（1985年）
- 恋恋風塵 戀戀風塵（1987年）
- ナイルの娘 尼羅河女児（1987年）
- 悲情城市 悲情城市（1989年）
- 戯夢人生 戯夢人生（1993年）
- 好男好女 好男好女（1995年）
- 憂鬱な楽園 南國再見、南國（1996年）
- フラワーズ・オブ・シャンハイ 海上花（1998年）
- ミレニアム・マンボ 千禧曼波（2001年）
- 珈琲時光 （2004年）
- 百年恋歌 最好的時光（2005年）
- ホウ・シャオシェンのレッド・バルーン Le Voyage du ballon rouge（2007年）
- それぞれのシネマ「電姫戯院」 Chacun son cinéma - The Electric Princess House（2007年） - オムニバスの一篇
- 10+10〈黃金之弦〉（2011年） - オムニバスの一篇、日本未公開
- 黒衣の刺客 刺客聶隱娘（2015年）

### 監督以外の映画
- 少年（1983年） - 製作/脚本
- 台北ストーリー（1985年） - 製作/脚本/出演
- ソウル（1986年） - 出演
- 完全版 SUNLESS DAYS/ある香港映画人の"天安門"（1990年） - 出演（ドキュメンタリー映画）
- 紅夢（1991年） - 製作総指揮
- 天幻城市（1992年） - 製作総指揮
- 宝島/トレジャー・アイランド（1993年） - 製作総指揮
- 小津と語る（1993年） - 出演（ドキュメンタリー映画）
- 多桑/父さん（1994年） - 製作
- 男生女相（1996年） - 出演（ドキュメンタリー映画）
- HHH:侯孝賢（1997年） - 出演（ドキュメンタリー映画）
- ジャム・セッション 菊次郎の夏 公式海賊版（1999年） - 出演（ドキュメンタリー映画）
- 台北カフェ・ストーリー（2010年） - 製作総指揮
- One Day いつか（2010年） - 製作総指揮
- 天空からの招待状（2013年） - 製作総指揮（ドキュメンタリー映画）
- 台湾新電影（ニューシネマ）時代（2014年） - 出演（ドキュメンタリー映画）
- 軍中楽園（2014年） - 編集協力
- あの頃、この時（2014年） - 出演（ドキュメンタリー映画）
- 日常対話（2016年） - 製作総指揮（ドキュメンタリー映画）
- 台北暮色（2017年） - 製作総指揮
- 台湾、街かどの人形劇（2018年） - 監修（ドキュメンタリー映画）
- 我が心の香港〜映画監督アン・ホイ（2020年） - 出演（ドキュメンタリー映画）
- オールド・フォックス 11歳の選択（2023年） - 製作

### CM
- 日本触媒（1991年）
- キリンビバレッジ 聞茶（2001年）
- エールフランス「Le Ponton」（2006年）

## 主な受賞歴
1984年
- 第6回ナント三大陸映画祭金の気球賞（グランプリ） (『風櫃（フンクイ）の少年』)
- 第30回アジア太平洋映画祭監督賞 (『冬冬（トントン）の夏休み』)

1985年
- 第7回ナント三大陸映画祭金の気球賞（グランプリ） (『冬冬（トントン）の夏休み』)
- 第31回アジア太平洋映画祭審査員特別賞 (『童年往事 時の流れ』)
- 第22回金馬奨脚本賞 (『童年往事 時の流れ』)

1986年
- 第36回ベルリン国際映画祭国際映画批評家連盟賞　(『童年往事 時の流れ』)

1989年
- 第46回ヴェネツィア国際映画祭金獅子賞(『悲情城市』)
- 第26回金馬奨監督賞 (『悲情城市』)

1993年
- 第46回カンヌ国際映画祭審査員賞 (『戯夢人生』)

1995年
- 第40回アジア太平洋映画祭監督賞、審査員特別賞 (『好男好女』)
- 第33回金馬奨監督賞 (『好男好女』)

1998年
- 第43回アジア太平洋映画祭監督賞 (『フラワーズ・オブ・シャンハイ』)

1999年
- 第10回福岡アジア文化賞大賞

2005年
- 第18回東京国際映画祭黒澤明賞

2007年
- 第60回ロカルノ国際映画祭名誉豹賞

2015年
- 第68回カンヌ国際映画祭監督賞 (『黒衣の刺客』)
- 第52回金馬奨監督賞 (『黒衣の刺客』)

2020年
- 第57回金馬奨生涯功労賞

## 著作・評伝
- 『侯孝賢の映画講義』卓伯棠編・秋山珠子訳、みすず書房、2021年、ISBN 4622090503
- 朱天文『侯孝賢と私の台湾ニューシネマ』樋口裕子・小坂史子 編訳、竹書房、2021年、ISBN 480192610X
- 『電影透視鏡　アジアから来た人――侯孝賢の世界』松竹映像渉外室編、河出書房新社、1995年

## 関連文献
- 『侯孝賢の詩学と時間のプリズム』前野みち子・星野幸代・西村正男・薛化元編、あるむ、2012年、ISBN 4863330510
- 『百年の恋歌―侯孝賢　ホウ・シャオシエン映画祭』プレノンアッシュ、2006年
- 田村志津枝 『侯孝賢の世界』岩波書店・岩波ブックレット、1990年
- 田村志津枝 『悲情城市の人びと』晶文社、1992年、ISBN 4794961030
- 田村志津枝 『台湾発見』朝日新聞社、1997年、ISBN 4022611979
- 『台湾百科』第二版、若林正丈ほか編、大修館書店、1995年、ISBN 4469230928
- 高橋晋一 『台湾――美麗島の人と暮らし再発見』三修社、1997年